# 深見藩
深見藩（ふかみはん）は、江戸時代中期の徳川綱吉の時代に短期間存在した藩。石高は1万石。相模国高座郡深見村（現在の神奈川県大和市深見）の領主であった旗本の坂本重治が、1682年に寺社奉行に就任した際一挙に7800石の加増を受けて成立したが、のちに綱吉の勘気を蒙り、加増分を没収された。
大名としての存続期間は7年足らずであったが、坂本家は家康の関東入国以来幕末まで深見村付近の領主を務めている。本項では前後の時期もあわせて言及する。

## 歴史

### 前史
深見は境川右岸（西側）に位置し、鎌倉街道が通過する交通の要地である。延喜式内社とされる深見神社があり、深見神社に隣接する仏導寺（浄土宗）は天文年間（1532年 - 1555年）の創建とされる。深見神社の北約2.8kmの境川右岸には、戦国期に深見城（現在の大和市深見字城ヶ岡、深見歴史の森周辺）が置かれていた。
藩主である坂本家は甲斐武田家旧臣で、坂本貞次・貞吉親子は武田家滅亡後に家康に仕えた。家康が関東に入国すると、貞次は家康から相模国高座郡に370石余の知行を与えられた。この時に深見村の領主になったといい、貞次の子である貞吉らの墓地が仏導寺にある。貞吉の子の坂本重安は大坂の陣に参加、寛永10年（1633年）に常陸国志太郡で200石を加増されて合計570石余となる。『日本城郭大系』によれば、坂本重安の屋敷は字坊之窪付近にあったとされるが、江戸時代末期にはすでに田畑になっていたという。重安の代からは江戸の寺に葬られている。重安の養子が坂本重治である。

### 立藩から廃藩まで
坂本重治は、家督相続に際して弟に270石余を分知したため、300石余の知行取として幕臣としての経歴を始める。第4代将軍徳川家綱に仕えて忠勤に励み、寛文2年（1662年）に蔵米200俵を新恩として給付され、寛文8年（1668年）に200俵を加増される。家綱死後の延宝8年（1680年）、常陸国鹿島郡内で500石の加増を受けた。第5代将軍徳川綱吉のもとでも信任厚く、大目付を務め、天和2年（1682年）4月21日、上野国勢多郡・山田郡内で1000石を加増される。
天和2年（1682年）10月16日、寺社奉行に昇進、このとき一挙に7800石を加増され、1万石の大名として深見藩を立藩した。領地は相模国高座郡、常陸国志太郡・鹿島郡、下野国那須郡、上野国山田郡・勢多郡・群馬郡の4か国7郡にまたがった。翌年から重治は領内の検地を実施、さらに35か条からなる藩法を制定して藩政の基礎を固めた。
貞享元年（1684年）9月21日に領知朱印状が出される。なお、大名であった期間は寺社奉行であったために定府であり、藩主居館としての陣屋も設けられなかったとみられる。
貞享4年（1687年）5月14日、重治は相役の本多忠周（三河足助藩主）と共に職務怠慢があったとして綱吉より咎められ、寺社奉行職罷免の上で蟄居を命じられた。元禄2年（1689年）6月4日に蟄居を解かれたが、先に加増された7800石が収公されて2200石の旗本身分に戻された。深見藩は7年足らずの短期間で終焉した。

### 後史
重治の死後、子の坂本成方は弟に500石を分知して、知行高は1700石となる。坂本家は以後も幕末期まで深見村の領主を務めた。

## 歴代藩主
坂本家
譜代。1万石。
1. 重治（しげはる） 従五位下、右衛門佐

## 備考
- 仏導寺（浄土宗）にある「坂本家の墓」（坂本貞吉・同夫人、貞吉二男の貞俊）[4]や、「坂本小左エ門重安の位牌」[3]が大和市の文化財に指定されている。
- 『大和市史 2 通史編 近世』（1983年）、『大和市の歴史』（2020年）に詳述がある。